# Oblast Pskow
Koordinaten: 57° 18′ N, 29° 24′ O
Die Oblast Pskow (russisch Псковская область/ Pskowskaja oblast) ist eine Oblast im Nordwesten Russlands.

## Geografie
Das Gebiet liegt im äußersten Westen des Landes und grenzt im Westen und Süden an Estland, Lettland (mit dem Pitelis-See; siehe auch: Grenze Lettland–Russland) und Belarus. Im Norden und Nordosten an die Oblast Leningrad, im Osten an die Oblast Nowgorod und im Südosten an die Oblaste Twer und Smolensk. An der estnischen Grenze hat sie Anteil am Peipussee, wichtigster Fluss ist die Welikaja.
Geologisch liegt die Oblast auf dem Gebiet der Osteuropäischen Ebene, das Klima ist gemäßigt kontinental. Der nördliche Teil der Oblast ist flach und sumpfig. Die anderen Gebiete sind von Gletschern geformt und teilweise hügelig. In diesen Bereichen der Oblast Pskow gibt es auch zahlreiche Seen. Rund 40 % der Fläche sind bewaldet.

## Geschichte
Mindestens seit dem 10. Jahrhundert siedelten Russen in dieser Gegend, Pskow ist eine der ältesten russischen Städte. Von 1230 bis 1348 gehörte das Gebiet zu Nowgorod. Von Kreuzrittern und später Polen wurde die Region immer wieder attackiert. Nach dem Vertrag von Bolotowo mit der Republik Nowgorod war es zwischen 1348 und 1391 ein unabhängiges Fürstentum. Dann geriet es in den Einflussbereich des Großfürstentums Moskau. Von 1399 bis 1510 entsandte Moskau Vizekönige nach Pskow. Danach wurde das Land offiziell in das Großfürstentum eingegliedert. Der Südteil der heutigen Oblast gehörte allerdings bis zur Ersten Polnischen Teilung 1772 zu Polen-Litauen. Der Nordteil gehörte ab 1708 zum Gouvernement Sankt Petersburg, ab 1727 zum Gouvernement Nowgorod. Von 1772 bis 1776 wurde ein Gouvernement Pskow geschaffen, das nahezu die heutige Oblastfläche abdeckte. Die 1772 Russland zugesprochenen Teile wurden dann 1777 als Gouvernement Polozk bereits wieder abgetrennt. Nach dem Ende des Zarenreichs bestand das Gouvernement vorläufig weiter. Doch am 1. August 1927 wurde es Bestandteil der neu geschaffenen Oblast Leningrad. Weitere Gebiete gingen bis 1945 an die Nachbaroblaste verloren. Im Zweiten Weltkrieg war sie 1941 bis 1944 von der deutschen Wehrmacht besetzt. Nord- und Südteil der heutigen Oblast wurden im August 1944 als Teile der Oblast Welikije Luki und als Oblast Pskow eigenständig. Teile von Estland und Lettland fielen 1945 an die Oblast Pskow. Die Westteile der Oblast Welikije Luki kamen am 2. Oktober 1957 zur damaligen Oblast Pskow – und seither haben sich seine Grenzen nicht mehr verändert.
Nach der Erlangung der Unabhängigkeit der baltischen Staaten steht die Oblast vor dem Problem, von einem verkehrsreichen Gebiet in eine Randlage geraten zu sein, was sich auch in sinkenden Einwohnerzahlen widerspiegelt.

## Bevölkerung
Bei den letzten russischen Volkszählungen in den Jahren 2002 und 2010 gab es eine Bevölkerungszahl von 760.810 respektive 673.423 Bewohnern. Somit sank die Einwohnerzahl in diesen acht Jahren um 87.387 Personen (−11,49 %). In Städten wohnten 2010 472.514 Menschen. Dies entspricht 70,17 % der Bevölkerung (in Russland 73 %). Bis zum 1. Januar 2014 sank die Einwohnerschaft weiter auf 656.561 Menschen. Die Verteilung der verschiedenen Volksgruppen sah folgendermaßen aus:
| Nationalität    | VZ 1989 | Prozent | VZ 2002 | Prozent | VZ 2010 | Prozent |
| --------------- | ------- | ------- | ------- | ------- | ------- | ------- |
| Russen          | 797.436 | 94,21   | 717.101 | 94,25   | 616.432 | 91,54   |
| Ukrainer        | 15.352  | 1,81    | 12.471  | 1,64    | 8.636   | 1,28    |
| Belarussen      | 12.496  | 1,48    | 9.664   | 1,27    | 6.772   | 1,01    |
| Zigane          | 3.319   | 0,39    | 3.220   | 0,42    | 3.231   | 0,48    |
| Armenier        | 552     | 0,07    | 2.270   | 0,30    | 2.379   | 0,35    |
| Aserbaidschaner | 890     | 0,11    | 1.319   | 0,17    | 1.272   | 0,19    |
| Tataren         | 1.010   | 0,12    | 1.499   | 0,20    | 1.233   | 0,18    |
| Usbeken         | 334     | 0,04    | 258     | 0,03    | 739     | 0,11    |
| Moldawier       | 1.049   | 0,12    | 797     | 0,10    | 721     | 0,11    |
| Esten           | 2.259   | 0,27    | 1.122   | 0,15    | 625     | 0,09    |
| Deutsche        | 825     | 0,10    | 685     | 0,09    | 425     | 0,06    |
| Juden           | 1.339   | 0,16    | 637     | 0,08    | 369     | 0,05    |
| Einwohner       | 845.291 | 100,00  | 760.810 | 100,00  | 673.423 | 100,00  |

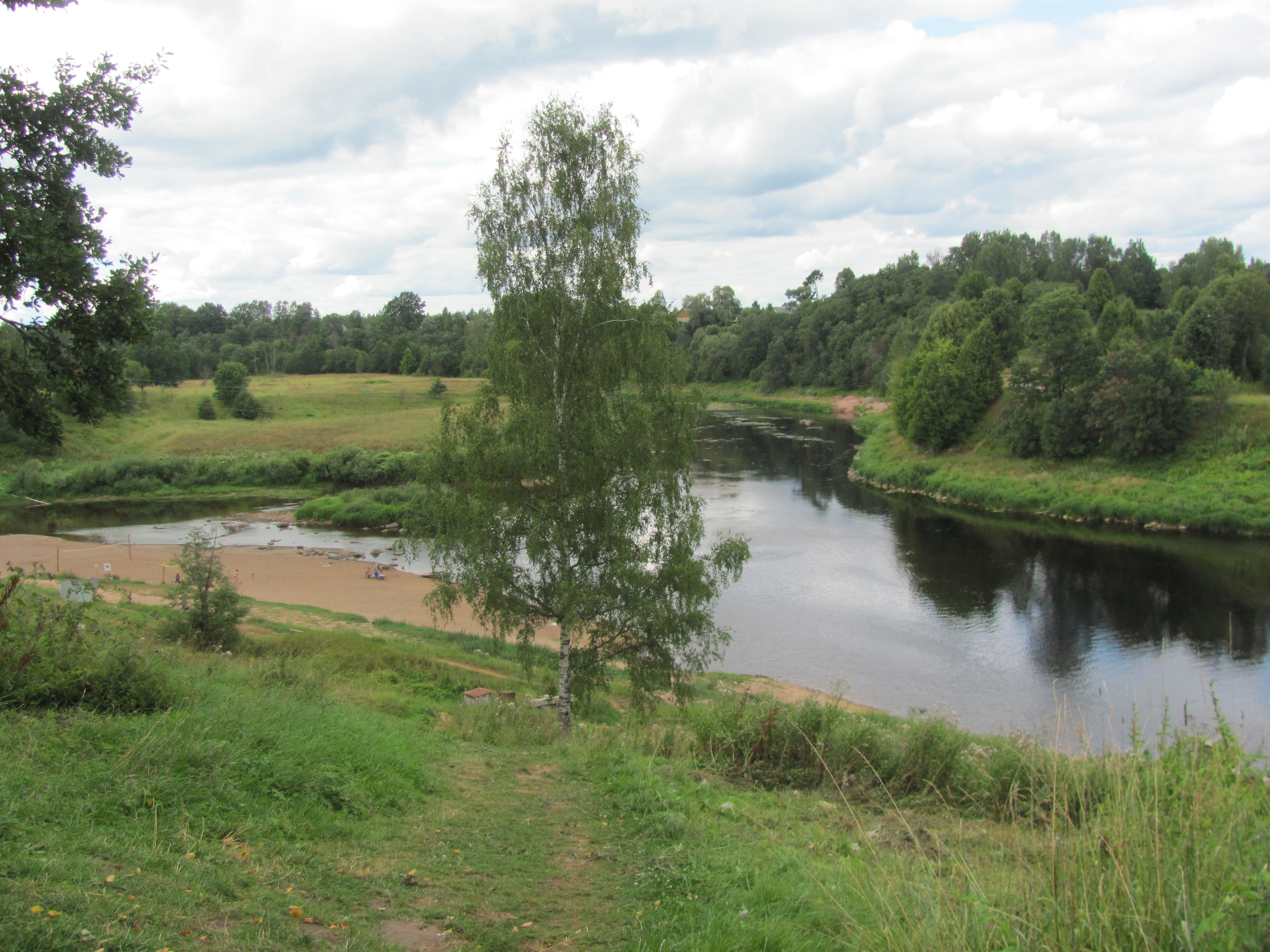
Landschaft am Fluss Lowat

Anmerkung: die Anteile beziehen sich auf Gesamtzahl der Einwohner. Also mitsamt dem Personenkreis, der keine Angaben zu seiner ethnischen Zugehörigkeit gemacht hat (2002 2.590 resp. 2010 24.630 Personen)
Die Bevölkerung des Gebiets besteht zu über 90 % aus Russen. Die Ukrainer und Belarussen waren die einzigen nennenswerten ethnischen Minderheiten in der Oblast Pskow. Ihre Zahl – wie auch die Anzahl der Moldawier, Esten, Russlanddeutschen und Juden – sinkt allerdings stark. Aus dem Transkaukasus und Zentralasien dagegen sind seit dem Ende der Sowjetunion zahlreiche Menschen zugewandert. Nebst den oben aufgeführten Nationalitäten auch viele Tadschiken (1989: 69; 2010: 448 Personen). Im Vergleich zu anderen russischen Regionen allerdings in geringerer Zahl.

## Wirtschaft
Die wirtschaftlich wichtigsten Bereiche sind die Elektro- und Textilindustrie sowie die Landwirtschaft. Die Sehenswürdigkeiten, Seen und Wälder ziehen auch Touristen an.

## Wappen
In Blau ein laufender, geradeaus sehender goldener Leopard unter einer zum Schildfuß zeigenden naturgefärbten, segnenden Hand, aus den weißen Wolken am Schildhaupt hervorbrechend. Auf dem Schild ruht die Kaiserkrone, und goldenes Eichenlaub zu den Seiten mit dem blauen Band des St. Andreas gebunden, begleitet den Schild.
Das Wappen wurde in der Regionalversammlung der Abgeordneten am 23. Februar 1995 beschlossen.

## Verwaltungsgliederung und Städte
Die Oblast Pskow ist in 24 Rajons und zwei Stadtkreise unterteilt. Es gibt 14 Städte und 14 Siedlungen städtischen Typs. Den zwei größten Städten Pskow und Welikije Luki, die auch die beiden Stadtkreise bilden, folgen nach Einwohnerzahl mit weitem Abstand Kleinstädte wie Ostrow und Newel.

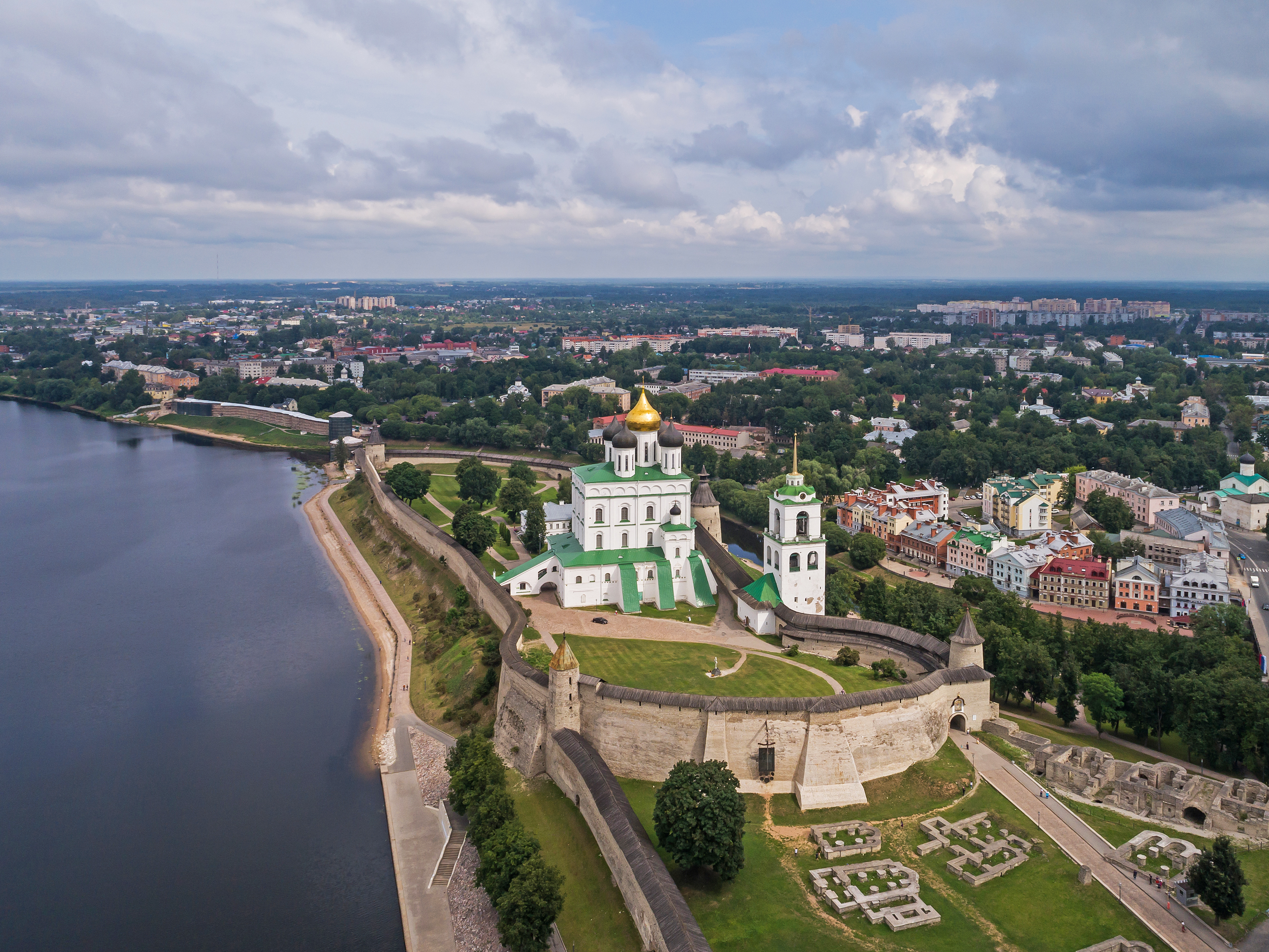
Der Kreml der Stadt Pskow

| Name          | Russisch     | Einwohner (14. Oktober 2010) |
| ------------- | ------------ | ---------------------------- |
| Pskow         | Псков        | 203.279                      |
| Welikije Luki | Великие Луки | 98.778                       |
| Ostrow        | Остров       | 21.668                       |
| Newel         | Невель       | 16.324                       |
| Opotschka     | Опочка       | 11.603                       |
| Petschory     | Печоры       | 11.195                       |
| Porchow       | Порхов       | 10.608                       |